# Datagram Transport Layer Security
Datagram Transport Layer Security (DTLS) je v informatice název protokolu, který poskytuje zabezpečení pro nestavové datagramové protokoly (např. UDP). DTLS umožňuje aplikacím založeným na datagramech komunikovat způsobem, který je navržen tak, aby se zabránilo odposlechu, falšování nebo padělání zpráv. Protokol DTLS je založen na tokově orientovaném tzv. Transport Layer Security (TLS) protokolu a má poskytnout podobné bezpečnostní záruky. Sémantika datagramu podporující transportní vrstvy je udržována DTLS protokolem – aplikace nebude ovlivněna zpožděním spojeným s tokem protokolu, ale bude se muset vypořádat se změnou pořadí paketů, ztrátou datagramu a daty delšími než je velikost datagramových paketů.

## Definice
Následující dokumenty definují DTLS:
- RFC 6347 pro použití s User Datagram Protocol (UDP),
- RFC 5238 pro použití s Datagram Congestion Control Protocol (DCCP),
- RFC 6083 pro použití s Stream Control Transmission Protocol (SCTP) zapouzdření,
- RFC 5764 pro použití s Secure Real-time Transport Protocol (SRTP) později nazýván DTLS-SRTP v návrhu s Secure Real-Time Transport Control Protocol (SRTCP).[1]

DTLS 1.0 je založena na TLS 1.1 a DTLS 1.2 je založena na TLS 1.2.

## Implementace

### Knihovny
| Software         | DTLS 1.0 | DTLS 1.2  |
| ---------------- | -------- | --------- |
| OpenSSL          | Ano      | beta      |
| GnuTLS           | Ano      | Ano [ 3 ] |
| MatrixSSL        | Ano      | Ano       |
| NSS              | beta     | Ne [ 5 ]  |
| SChannel         | smallsup | Ne [ 6 ]  |
| Secure Transport | Ano      | Ne        |
| CyaSSL           | Ano      | Ano       |
| libsystools      | Ano      | Ne        |
| Python           | Ano      | Ne        |
| PolarSSL         | Ne       | Ne        |

Poznámky:
- a) DTLS 1.0 podporováno na Windows 7 SP1 a Windows Server 2008 R2 SP1 s rozšířením KB2574819

## Chyby v zabezpečení
V únoru 2013 dva výzkumníci z Londýnské univerzity objevili útok, který umožnil získat otevřený text z DTLS spojení, když byl použit mód šifrování Cipher Block Chaining.